# Arenápolis
Arenápolis (AFI: [aɾeˈnapolis] (escutarⓘ)) é um município brasileiro do estado de Mato Grosso. Localiza-se a uma latitude 14º27'01" sul e a uma longitude 56º50'46" oeste, estando a uma altitude de 247 metros, sendo a cidade mais próxima do polo de inacessibilidade continental Sul-Americano. Sua população estimada em 2021 era de 9.399 habitantes. Possui uma área de 417,337 km².
O município surgiu devido a busca do diamante em cascalho farto, e levou centenas de pessoas a partir do século XVIII a ocupar as margens do rio Ribeirão Areias e povoar o vilarejo que seria conhecido como Areias que bem mais tarde se emancipou, tendo o primeiro nome substituído por outro mais sonoro, passando a se chamar Arenápolis.

## História

### Garimpo do diamante
A movimentação garimpeira na região do ribeirão Areias, que deu nome ao município, é tão antiga quanto o desenvolvimento histórico de Diamantino. Remonta ao século XVIII.
A formação da cidade propriamente dita iniciou-se a partir de ações desencadeadas em 1936, quando garimpeiros devassaram a área da margem direita do Rio Santana, abaixo da confluência com o Ribeirão Areias, descobrindo formações favoráveis à cata do diamante.
Iniciou-se o desmonte do cascalho promissor, sem surpresas, por volta de 1940, batearam as primeiras gemas às margens do Areias. Propagada a descoberta, afluíram à região novos garimpeiros.

### Arranchamento pioneiro
Em face dos primeiros contingentes humanos se transferirem em massa para o local, logo se formou um arranchamento pioneiro, uma corrutela garimpeira a que se deu o nome de Areias, em referência ao Ribeirão Areias.
Os primeiros ranchos foram construídos ao sabor dos acidentes naturais. Com o surgimento das primeiras casas comerciais, com novas construções não tão provisórias, houve uma sensível melhoria no arruamento urbano do povoado.

### Fundação do município
O município foi criado pela Lei Estadual nº 704, de 15 de dezembro de 1953, de autoria do deputado Humberto Marcílio. A denominação foi alterada para Arenápolis, por entenderem ser mais adequado. No entanto, não tiraram o sentido maior da origem do nome do município que é referência ao Rio Areias.

### Formação administrativa
Elevado à categoria de município e distrito com a denominação de Arenápolis pela Lei Estadual nº 704, de 15 de dezembro de 1953, sendo este desmembrado do município de Barra do Bugres, foi instalado oficialmente em 05 de fevereiro de 1954, no quadro fixado para vigorar no período de 1954 á 1958, o município até então é somente constituído do distrito sede Arenápolis (ex-povoado de Areias). Assim permanecendo em divisão territorial datada de 15 de julho de 1960.
Pela lei estadual nº 2069, de 14 de dezembro de 1963, é criado o distrito de Marilândia e anexado ao município de Arenápolis. Pela lei estadual nº 3785, de 30 de setembro de 1976, é criado o distrito de Santo Afonso e anexado ao município de Arenápolis. Em divisão territorial datada de 01 de janeiro 1979, o município é constituído de 3 distritos: Arenápolis, Marilândia e Santo Afonso.
Pela lei estadual nº 5900, de 19 de dezembro de 1991, desmembra do município de Arenápolis o distrito de Nova Marilândia (ex-Marilândia), elevado à categoria de município. Pela lei estadual nº 5909, de 20 de dezembro de 1991, desmembra do município de Arenápolis o distrito de Santo Afonso, elevado à categoria de município.
Em divisão territorial datada de 1997, o município é constituído somente do distrito sede. Assim permanecendo em divisão territorial datada de 2009.

## Geografia
Arenápolis faz limite com os municípios de Denise, Nortelândia, Nova Marilândia e Santo Afonso. O município pertence às Regiões Geográficas Intermediária e Imediata de Diamantino. Até então, com a vigência das divisões em microrregiões e mesorregiões, fazia parte da microrregião de Alto Paraguai, que por sua vez estava incluída na mesorregião do Centro-Sul Mato-Grossense.

### Relevo
O relevo em grande parte é representado pela Serra do Tapirapuã sendo que sua formação geológica advêm de Coberturas não dobradas do Fanerozoico e a Bacia Mesozoica do Parecis.

### Hidrografia
| Bacias hidrográficas                                      |
| Córrego Macuco Grande                                     |
| Córrego Mutunzinho                                        |
| Córrego Negro                                             |
| Córrego Tijuco Preto                                      |
| Córrego da Saudade                                        |
| Córrego das Pedras                                        |
| Córrego do Barreiro                                       |
| Córrego do Desvio                                         |
| Ribeirão Areias                                           |
| Ribeirão Mamoeiro                                         |
| Rio Santana                                               |
| Fonte:Plano Municipal de Saneamento Básico: Arenápolis-MT |

A hidrografia do município de Arenápolis está localizada na Bacia do Paraguai, sendo a bacia hidrográfica regional a do Alto Rio. A maior disponibilidade hídrica do município de Arenápolis, onde se verifica no curso d’água de maior expressão, o rio Santana. Na adjacência do núcleo urbano os cursos d’água mais próximos são o rio Santana e o ribeirão Areias.
O ribeirão Areias tem sua nascente em outro no município e suas águas são direcionadas até o rio Santana. O ribeirão não é utilizado para abastecimento do município.
Quanto ao rio Santana, também não tem sua nascente no município; suas águas são direcionadas para o rio Paraguai.
O rio também não é utilizado para abastecimento do município.

### Clima
Clima tropical de savana. A temperatura média é de 25°C. O mês mais quente é setembro, a 28°C, e o mais frio maio, a 24°C.
Baseado no índice de praia/piscina, a melhor época do ano para visitar Arenápolis e realizar atividades de clima quente é do meio de maio ao fim de setembro.
A precipitação média é de 2.087 milímetros por ano. O mês mais chuvoso é fevereiro, com 397 milímetros de chuva, e o mais úmido agosto, com 1 milímetro.
Coimbatore, Índia (15.015 quilômetros de distância) e Pailin, Camboja (17.808 quilômetros) são os locais estrangeiros mais distantes com temperaturas mais parecidas a Arenápolis.
A duração do dia em Arenápolis varia ao longo do ano. Em 2022, o dia mais curto é 21 de junho, com 11 horas e 16 minutos de luz solar. O dia mais longo é 21 de dezembro, com 12 horas e 59 minutos de luz solar. O dia em que o sol nasce mais cedo é 21 de novembro, às 05:08. O nascer do sol mais tarde ocorre 1 hora e 5 minutos depois, às 06:13 em 9 de julho. O dia em que o sol se põe mais cedo é 2 de junho, às 17:24. O dia em que o sol se põe mais tarde ocorre 59 minutos depois, às 18:23 em 21 de janeiro.

### Meio ambiente
A vegetação do município é composta por dois grandes biomas: o Amazônico e o Cerrado.

## Últimos prefeitos eleitos
| Ano  | Prefeito     | Partido | Votos | %     | Ref    |
| ---- | ------------ | ------- | ----- | ----- | ------ |
| 2004 | Oliveira     | PP      | 2.789 | 47,60 | [ 16 ] |
| 2008 | Farid        | DEM     | 2.523 | 66,41 | [ 17 ] |
| 2012 | Zé Mauro     | PRB     | 3.011 | 51,32 | [ 18 ] |
| 2016 | Zé Mauro     | PSD     | 2.771 | 48,01 | [ 19 ] |
| 2020 | Eder Marquis | PP      | 2.723 | 48,18 | [ 20 ] |

### Listas
- Lista de municípios do Brasil por IDH
- Lista de municípios de Mato Grosso por IDH-M
- Lista de municípios de Mato Grosso por PIB
- Lista de municípios de Mato Grosso por área
- Lista de municípios de Mato Grosso por área urbana
- Lista de municípios de Mato Grosso por população